# Stillingia treculiana
Stillingia treculiana är en törelväxtart som först beskrevs av Johannes Müller Argoviensis, och fick sitt nu gällande namn av Ivan Murray Johnston. Stillingia treculiana ingår i släktet Stillingia och familjen törelväxter. Inga underarter finns listade i Catalogue of Life.